# Roxanne Hehakaija
Roxanne "Rocky" Hehakaija (Uithoorn, 28 februari 1984) is een voormalig Nederlands voetbalster. Hehakaija is directeur van de stichting Favela Street.

## Carrière
Hehakaija werd geboren in 1984. Ze begon al jong met voetballen doordat ze met haar vader meeging naar zaalvoetbal. Omdat er geen vrouwenvoetbalteam was speelde ze mee in het jongensteam. Ze groeide door naar Jong Oranje en kwam daardoor in contact met “Meiden met ballen in Rio”. Deze ervaring inspireerde haar om jongeren buiten Nederland te helpen met de kracht van straatvoetbal. Hehakaija studeerde Reclame, Marketing en Communicatie aan de Hogeschool van Amsterdam.
Door een knieblessure kon Hehakaija niet verder bij Jong Oranje. Ze richtte samen met de voetballer Philip Veldhuis de stichting Favela Street op. Ze geeft onder andere clinics in de sloppenwijken van Zuid-Afrika, Haïti, Brazilië, Curaçao, Ghana en Kenia. Met haar stichting Favela Street ontwikkelde ze een programma waarmee ze jongeren een betere kans biedt in hun leven en om het beste uit zichzelf te halen. Hehakaija is het eerste en enige vrouwelijke lid van de Street Legends. Ze is daarnaast de eerste vrouw die opgenomen is in de straatvoetbal-modus van het voetbalsimulatiespel FIFA.
In de zomer van 2018 was Hehakaija te zien de videoclip Lekker met de meiden van zangeres MEROL.
In 2021 deed Hehakaija mee aan het 21e seizoen van Wie is de Mol? Ze wist door te dringen tot de finale en ontmaskerde Renée Fokker als de Mol, waardoor Hehakaija er met de hoofdprijs van 9.675 euro vandoor ging. Rondom het EK Voetbal in 2021 zou Hehakaija aanschuiven bij de voetbalpodcast De Derde Helft van Tonny Media.

## Prijzen en nominaties
- In 2017 werd Hehakaija opgenomen in de lijst “BBC 100 Women”.[6]
- In 2019 ontving zij de Joke Smit Aanmoedigingsprijs 2019.[7]